# Cailly-sur-Eure
Pour les articles homonymes, voir Cailly (homonymie).
Cailly-sur-Eure est une commune française située dans le département de l'Eure, en région Normandie.

## Géographie

### Localisation
Cailly-sur-Eure se trouve à environ 10 km au nord d'Évreux et au sud de Louviers. Elle fait partie de la Communauté d'agglomération Seine-Eure.
Les 237 habitants du village de Cailly-sur-Eure vivent sur une superficie totale de 3 km2 avec une densité de 79 habitants par km2 et une moyenne d’altitude de 29 m.
Depuis le dernier recensement de 1999 à 2008, la population est passée de 235 à 237 et a légèrement augmenté de 0,85 %.
Cailly-sur-Eure fait partie du plateau de Madrie, une région naturelle qui sépare les vallées de la Seine et de l'Eure et qui se caractérise par un maillage de villages assez dense et un sol sableux favorisant la céréaliculture. Nichée dans la vallée de l'Eure, elle jouxte le bord est du plateau d'Évreux-Saint-André.
Les villes voisines sont Clef Vallée d'Eure au nord-ouest et à l'est, Irreville au sud et Heudreville-sur-Eure à l'ouest.
| Clef Vallée d'Eure (comm. dél. de Fontaine-Heudebourg) |                 | Clef Vallée d'Eure (comm. dél. de La Croix-Saint-Leufroy) |
| Heudreville-sur-Eure                                   | Cailly-sur-Eure | Clef Vallée d'Eure (comm. dél. de La Croix-Saint-Leufroy) |
|                                                        | Irreville       | Clef Vallée d'Eure (comm. dél. de La Croix-Saint-Leufroy) |

Les habitants de Cailly-sur-Eure sont les Calliaciens et les Calliaciennes.

### Hydrographie
La commune est située dans le bassin Seine-Normandie. Elle est drainée par l'Eure, deux bras de l'Eure et un autre petit cours d'eau,.
L'Eure, un canal, chenal et cours d'eau naturel non navigable d'une longueur de 229 km, prend sa source dans la commune de Longny les Villages et se jette  dans la Seine à Saint-Pierre-lès-Elbeuf, après avoir traversé 91 communes.Les caractéristiques hydrologiques de l'Eure sont données par la station hydrologique située sur la commune de Cailly-sur-Eure. Le débit moyen mensuel est de 17,6 m3/s. Le débit moyen journalier maximum est de 118 m3/s, atteint lors de la crue du 29 mars 2001. Le débit instantané maximal est quant à lui de 119 m3/s, atteint le même jour.

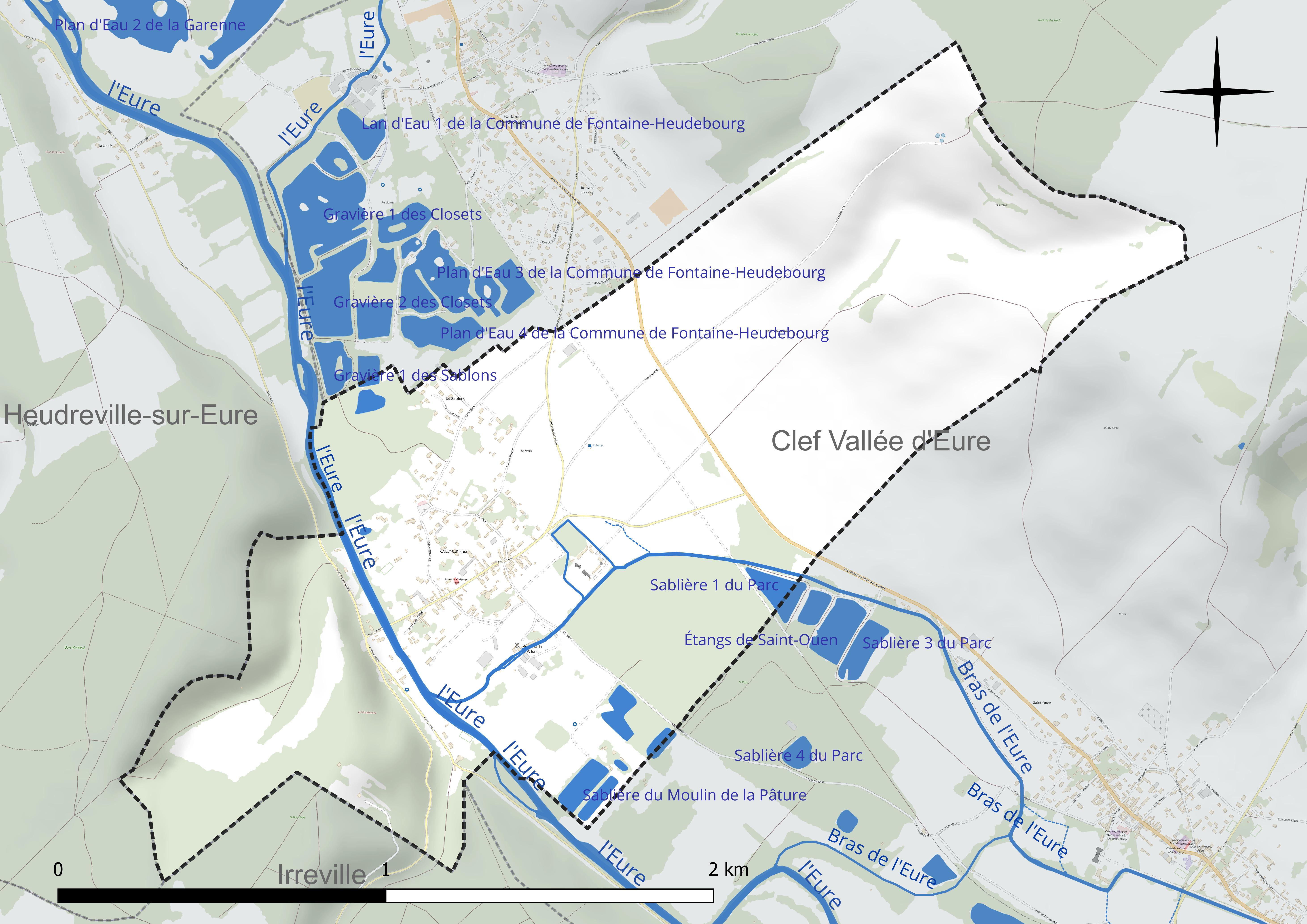
Réseau hydrographique de Cailly-sur-Eure.

Trois plans d'eau complètent le réseau hydrographique : la gravière 2 des Sablons, d'une superficie totale de 1 ha (0,6 ha sur la commune), la sablière 1 du Parc, d'une superficie totale de 1,4 ha (0,9 ha sur la commune) et la sablière du Moulin de la Pâture (1,7 ha),.

### Climat
Pour des articles plus généraux, voir Climat de la Normandie et Climat de l'Eure.
En 2010, le climat de la commune est de type climat océanique dégradé des plaines du Centre et du Nord, selon une étude du CNRS s'appuyant sur une série de données couvrant la période 1971-2000. En 2020, Météo-France publie une typologie des climats de la France métropolitaine dans laquelle la commune est exposée à un climat océanique et est dans la région climatique  Côtes de la Manche orientale, caractérisée par un faible ensoleillement (1 550 h/an) ; forte humidité de l’air (plus de 20 h/jour avec humidité relative > 80 % en hiver), vents forts fréquents. Parallèlement le GIEC normand, un groupe régional d’experts sur le climat, différencie quant à lui, dans une étude de 2020, trois grands types de climats pour la région Normandie, nuancés à une échelle plus fine par les facteurs géographiques locaux. La commune est, selon ce zonage, exposée à un « climat des plateaux abrités », correspondant aux plaines agricoles de l’Eure, avec une pluviométrie beaucoup plus faible que dans la plaine de Caen en raison du double effet d’abri provoqué par les collines du Bocage normand et par celles qui s’étendent sur un axe du Pays d'Auge au Perche.
Pour la période 1971-2000, la température annuelle moyenne est de 11,1 °C, avec  une amplitude thermique annuelle de 14,4 °C. Le cumul annuel moyen de précipitations est de 698 mm, avec 11,3 jours de précipitations en janvier et 7,8 jours en juillet. Pour la période 1991-2020, la température moyenne annuelle observée sur la station météorologique la plus proche, située sur la commune de Huest à 9 km à vol d'oiseau, est de 11,2 °C et le cumul annuel moyen de précipitations est de 600,6 mm,. Pour l'avenir, les paramètres climatiques de la commune estimés pour 2050 selon différents scénarios d’émission de gaz à effet de serre sont consultables sur un site dédié publié par Météo-France en novembre 2022.

## Urbanisme

### Typologie
Au 1er janvier 2024, Cailly-sur-Eure est catégorisée commune rurale à habitat dispersé, selon la nouvelle grille communale de densité à 7 niveaux définie par l'Insee en 2022.
Elle est située hors unité urbaine. Par ailleurs la commune fait partie de l'aire d'attraction d'Évreux, dont elle est une commune de la couronne,. Cette aire, qui regroupe 108 communes, est catégorisée dans les aires de 50 000 à moins de 200 000 habitants,.

### Occupation des sols
L'occupation des sols de la commune, telle qu'elle ressort de la base de données européenne d’occupation biophysique des sols Corine Land Cover (CLC), est marquée par l'importance des territoires agricoles (62,9 % en 2018), en diminution par rapport à 1990 (67,2 %). La répartition détaillée en 2018 est la suivante : 
terres arables (52,5 %), forêts (24 %), zones urbanisées (12,7 %), prairies (10,4 %), eaux continentales (0,4 %). L'évolution de l’occupation des sols de la commune et de ses infrastructures peut être observée sur les différentes représentations cartographiques du territoire : la carte de Cassini (XVIIIe siècle), la carte d'état-major (1820-1866) et les cartes ou photos aériennes de l'IGN pour la période actuelle (1950 à aujourd'hui).

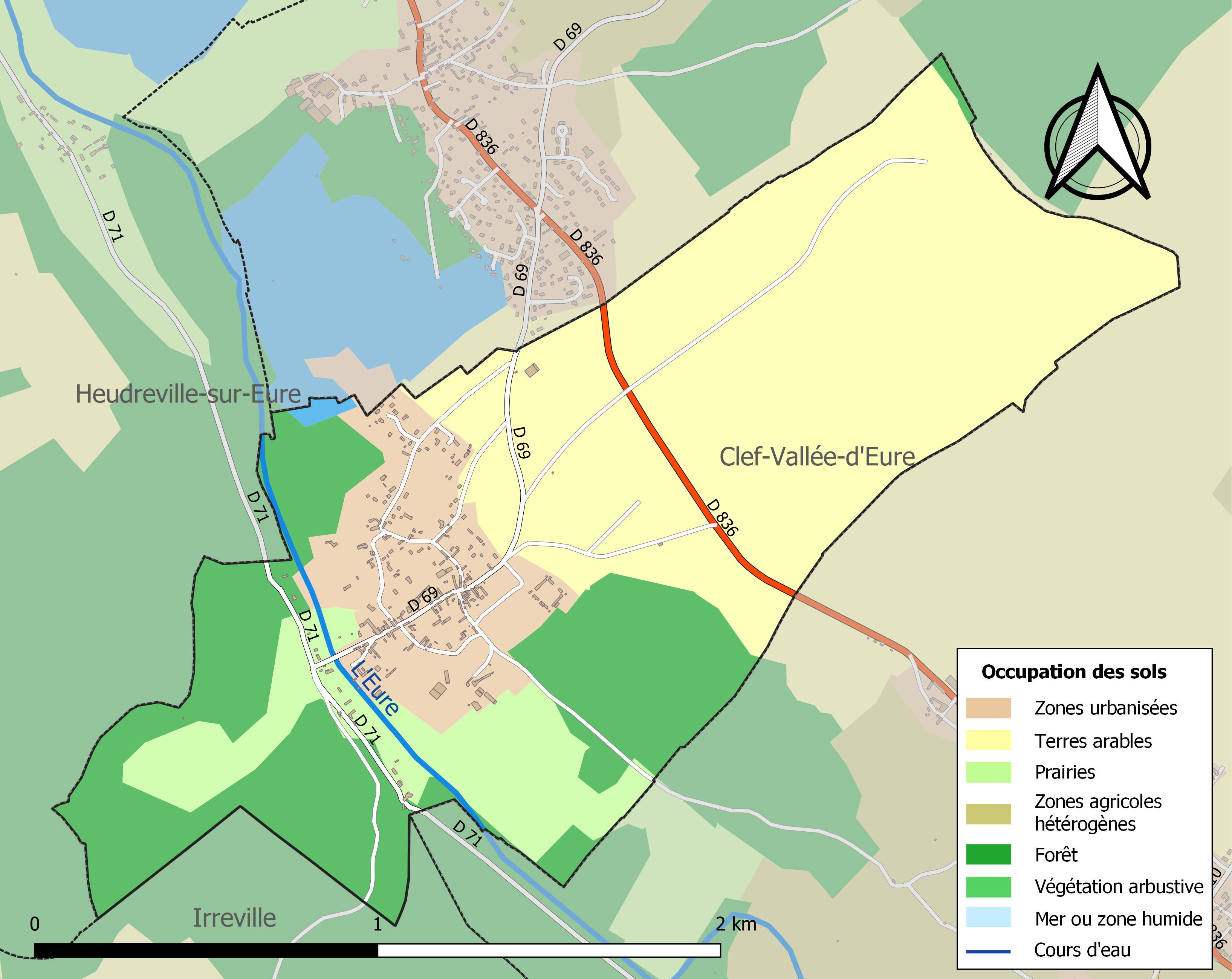
Carte des infrastructures et de l'occupation des sols de la commune en 2018 (CLC).

## Toponymie
Le nom de la localité est attesté sous la forme Calliacus en 788 (Vie de saint Leufroi, écrite au IXe siècle), en 1071 et en 1082 ; Cailliacus en 1181 (bulle de Luce III) ; Calleium en 1217 (titre de l’abbaye de Saint-Ouen) ; Caillyacus en 1286 (cartulaire de la Croix-Saint-Leufroi).
Cailly est la variante normanno-picarde (au nord de la ligne Joret) du type Chailly , formation gauloise en -acum formé à partir du d’un pré-latin *cala (« pierre »), plutôt que d'un anthroponyme Callus / Callius, non attesté. La signification de *cala peut varier de celle de « rocher » à celle de « pierre levée », « construction en pierre », voire « carrière ». Marcel Baudot suggère encore un *Catiliacum qui correspond au Cadillac du sud de la France. Plus récemment, Xavier Delamarre, étant donné la fréquence du type toponymique Chailly / Cailly, y décèle « le vieux nom celtique du coq » *caliācos, cependant lorsque le l est géminé, ce qui est le cas ici, *Calliācon se comprendrait comme « Le Sabot, La Sabotière » sur la base du gaulois callio- « sabot ».
L'Eure est une rivière qui coule dans les départements de l'Orne, d'Eure-et-Loir et de l'Eure.

## Politique et administration
| Période                                  | Période  | Identité   | Étiquette | Qualité    |
| ---------------------------------------- | -------- | ---------- | --------- | ---------- |
| mars 2001                                | en cours | Éric Juhel | DVD       | Commerçant |
| Les données manquantes sont à compléter. |          |            |           |            |

## Démographie
L'évolution du nombre d'habitants est connue à travers les recensements de la population effectués dans la commune depuis 1793. Pour les communes de moins de 10 000 habitants, une enquête de recensement portant sur toute la population est réalisée tous les cinq ans, les populations de référence des années intermédiaires étant quant à elles estimées par interpolation ou extrapolation. Pour la commune, le premier recensement exhaustif entrant dans le cadre du nouveau dispositif a été réalisé en 2007.

En 2022, la commune comptait 223 habitants, en évolution de +0,9 % par rapport à 2016 (Eure : −0,25 %, France hors Mayotte : +2,11 %).
| 1793 | 1800 | 1806 | 1821 | 1831 | 1836 | 1841 | 1846 | 1851 |
| ---- | ---- | ---- | ---- | ---- | ---- | ---- | ---- | ---- |
| 209  | 185  | 277  | 269  | 258  | 259  | 255  | 226  | 204  |

| 1856 | 1861 | 1866 | 1872 | 1876 | 1881 | 1886 | 1891 | 1896 |
| ---- | ---- | ---- | ---- | ---- | ---- | ---- | ---- | ---- |
| 219  | 218  | 229  | 235  | 220  | 215  | 211  | 225  | 238  |

| 1901 | 1906 | 1911 | 1921 | 1926 | 1931 | 1936 | 1946 | 1954 |
| ---- | ---- | ---- | ---- | ---- | ---- | ---- | ---- | ---- |
| 210  | 206  | 200  | 168  | 171  | 174  | 180  | 243  | 186  |

| 1962 | 1968 | 1975 | 1982 | 1990 | 1999 | 2006 | 2007 | 2012 |
| ---- | ---- | ---- | ---- | ---- | ---- | ---- | ---- | ---- |
| 146  | 159  | 178  | 181  | 191  | 233  | 238  | 238  | 218  |

| 2017 | 2022 | - | - | - | - | - | - | - |
| ---- | ---- | - | - | - | - | - | - | - |
| 219  | 223  | - | - | - | - | - | - | - |

## Culture locale et patrimoine

### Lieux et monuments
- Manoir de Mailloc  Inscrit MH (1996)[27] à découvrir ici : .
- Église Saint-Rémi[28].

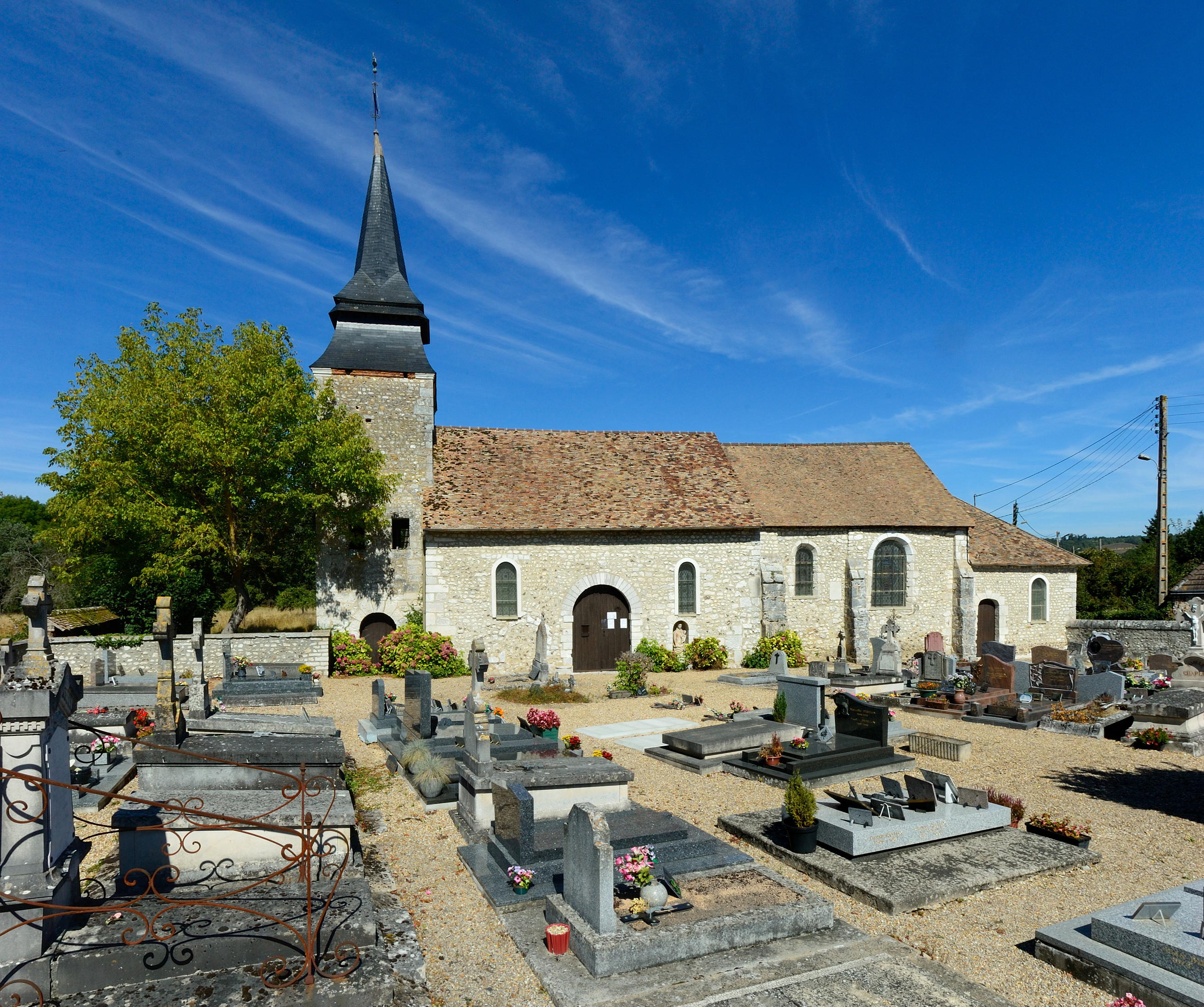
Église Saint-Rémi.
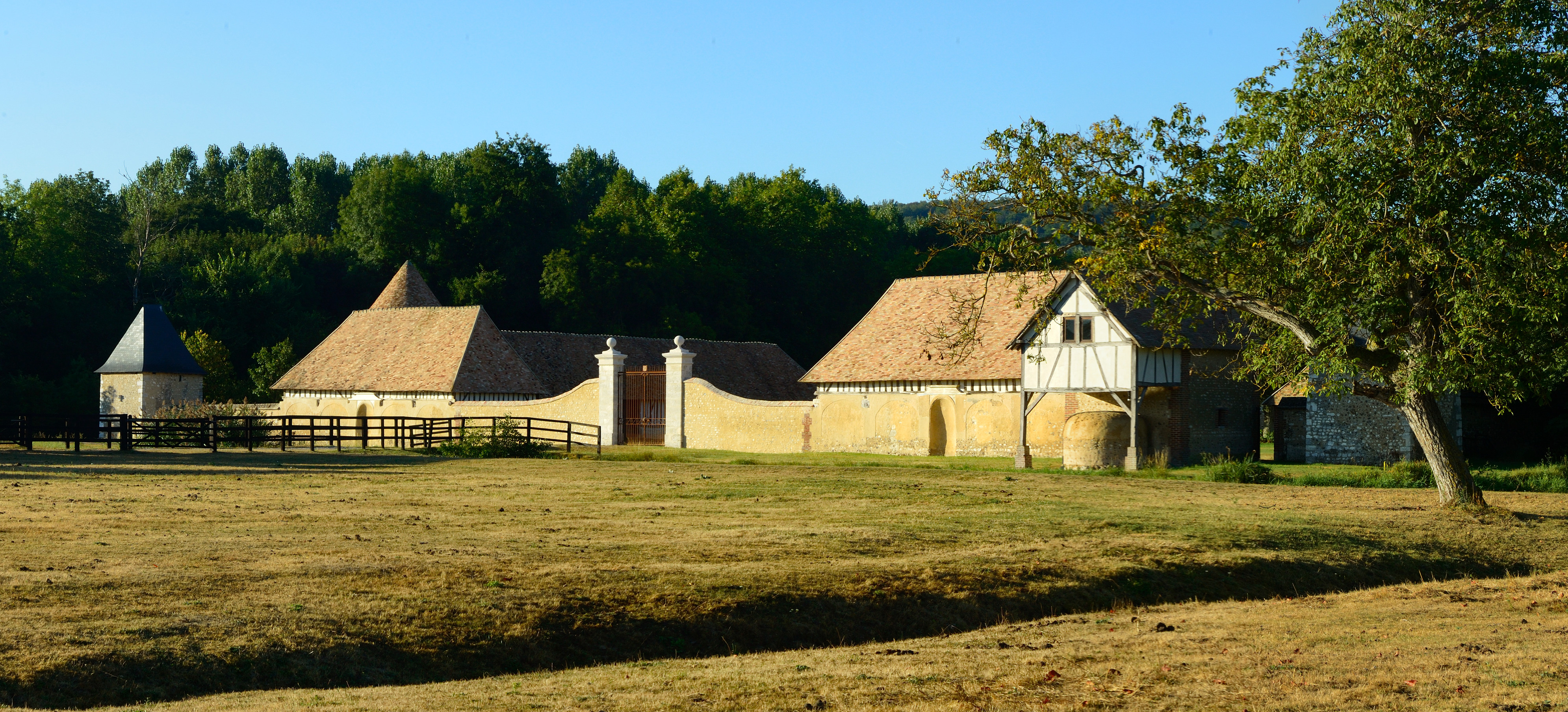
Manoir de Mailloc.
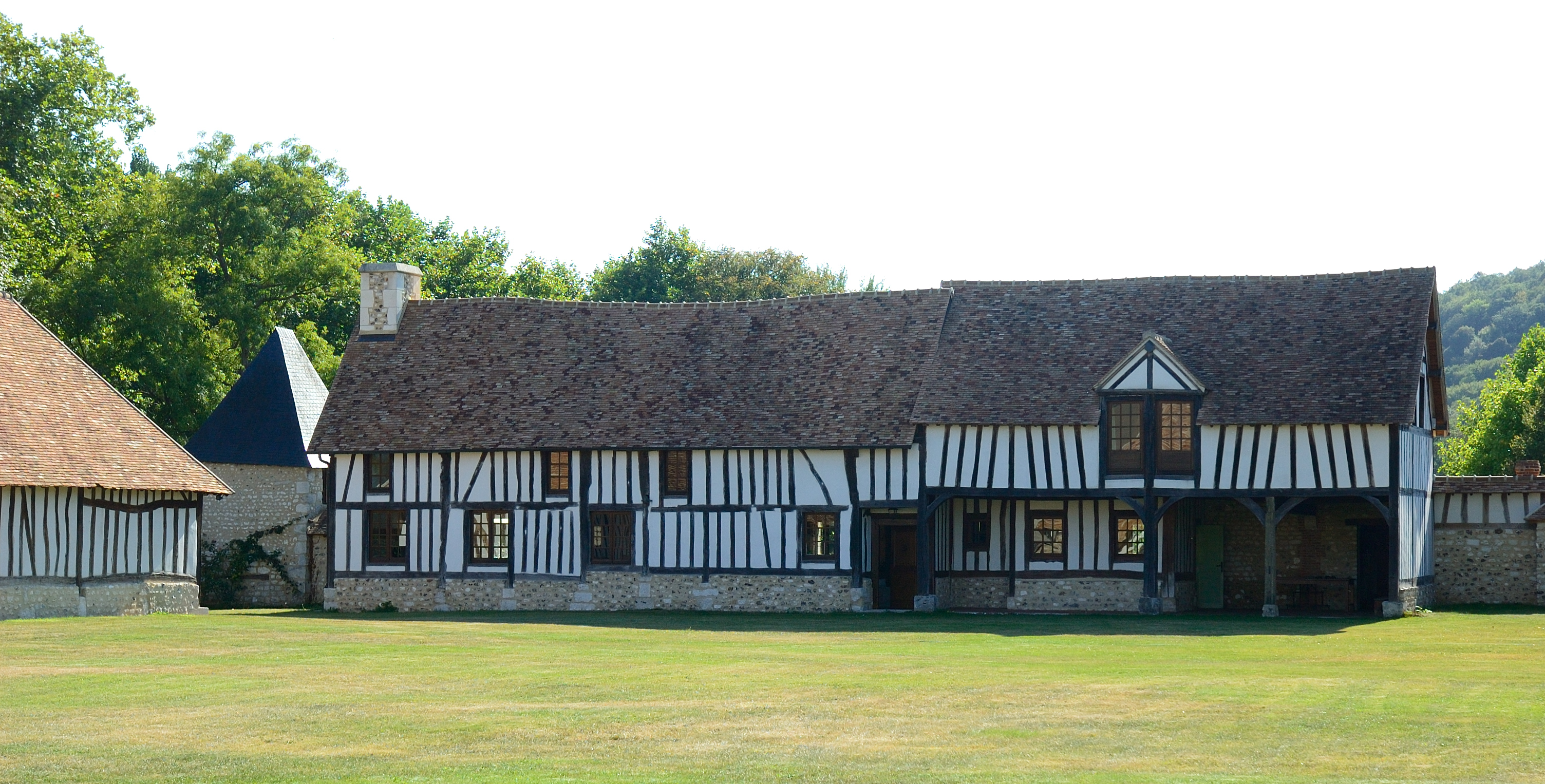
Manoir de Mailloc.

### Personnalités liées à la commune
- Daniel Cohn-Bendit et son frère Gabriel vivent ici de 1945 à 1948, alors que leurs parents sont responsables de la « colonie Juliette », une maison d'accueil pour enfants juifs.

### Héraldique
|  | Les armes de la ville se blasonnent ainsi : d’azur à la barre d’argent chargée de deux tiges de sept feuilles de cresson de sinople, accompagnée en chef d’un soleil d’or mouvant de l’angle dextre du chef constitué de trois maillets juxtaposés en quart de cercle, les manches formant rayons. |